# Beknaz Almazbekov
Beknaz Almazbekov (en kirghize : Бекназ Алмазбеков), né le 23 juin 2005 à Bichkek, est un footballeur international kirghiz qui évolue au poste d'attaquant au Galatasaray SK.

## Biographie

### Carrière en club
Né à Bichkek au Kirghizistan, Beknaz Almazbekov commence à jouer à l'Alga Bichkek dans son pays natal, avant un déménagement en Turquie avec sa famille, lui donnant l'opportunité de rejoindre le Galatasaray SK.

### Carrière en sélection
Le 23 mai 2022, Beknaz Almazbekov est convoqué pour la première fois avec l'équipe nationale du Kirghizistan. Il honore sa première sélection le 11 juin 2022, à l'occasion d'une rencontre des éliminatoires de la Coupe d'Asie contre la Birmanie. Il entre en jeu vers la fin du match et son équipe s'impose 2-0,.
Le 4 janvier 2024, son nom apparaît sur la liste des 26 joueurs kirghizs retenus pour disputer la Coupe d'Asie 2023. Alors âgé de dix-huit ans et demi, il est le plus jeune joueur à prendre part à cette édition de la compétition. 